# Robert Kushner
Robert Kushner (* 1949 in Pasadena, Kalifornien) ist ein US-amerikanischer Künstler. Er ist eine zentrale Figur der Pattern-and-Decoration-Bewegung der 1970er Jahre.

## Leben
Robert Kushner erwarb 1971 seinen Bachelorabschluss an der University of California in San Diego. Dort lernte er unter anderem die Kritikerin und Kunsthistorikerin Amy Goldin und die Künstlerin Kim MacConnel kennen, die ihn mit der islamische Kunst und Dekoration vertraut machten. Kushner zog nach seinem Studium von Kalifornien nach Boston, bevor er nach New York City umzog, wo er sich mit dem Künstler Brad Davis anfreundete, der sich in ähnlicher Weise mit der Dekoration als Kunstform beschäftigte. 1974 reiste Kushner zusammen mit Goldin in die Türkei, den Iran und Afghanistan, wo ihn textile Muster, Kleidungsstücke und architektonische Dekorationen faszinierten. Nachdem er in die Vereinigten Staaten zurückgekehrt war, begann er, diese dekorativen Kunstformen in seine Kunst miteinzubeziehen.
Kushner war ein Mitbegründer der Pattern-and-Decoration-Bewegung in den 1970ern in New York, die als Reaktion auf die Minimal Art entstand und danach strebte, die dekorative Kunst der „schönen“ Kunst gleichzusetzen. Viele Mitglieder der Bewegung waren Frauen, die in der als traditionell weiblich angesehenen Kunstform eine neue progressive Bedeutung suchten, darunter Joyce Kozloff und Miriam Schapiro.
Kushner ist in dem Film !Women Art Revolution (2010) von Lynn Hershman Leeson zu sehen.

## Werk
Das künstlerische Werk von Robert Kushner zeichnet sich durch seinen dekorativen Malstil aus. Es lässt Einflüsse von Henri Matisse, Georgia O’Keeffe, Gustav Klimt und den französischen Nabis-Malern, Charles Demuth, Pierre Bonnard, Tawaraya Sotatsu, Ito Jakuchu, Qi Baishi und Wu Changshuo erkennen. Charakteristische Motive seiner Werke sind Blätter und Blumen. Er verwendet verschiedene Medien, z. B. Farbe, Tinte, Papier, Stoffe etc.
In den frühen 1970er Jahren beschäftigte Kushner sich mit Performancekunst, seine erste Performance Costumes for Moving Bodies fand 1971 bei seiner Abschlussausstellung an der University of California statt. Die Performances von Kushner zeichnen sich durch Publikumsbeteiligung, Nacktheit und verderbliche Gegenstände aus.
Seit Mitte der 1980er Jahre fertigt Kushner Ölgemälde auf Leinwand. Er führte zudem großformatige Wandbilder für öffentliche und private Räume aus, darunter gab es Aufträge für die Restaurants Gramercy Tavern und Maialino in New York City, den Union Square in Tokio, das Ritz Carlton Highlands in Lake Tahoe, Kalifornien, und das Federal Reserve System in Washington, D.C.
Kushners Werke sind in vielen bedeutenden öffentlichen Sammlungen vertreten, darunter im Museum of Modern Art, im Metropolitan Museum of Art, im Whitney Museum of American Art, in der National Gallery of Art, in der Corcoran Gallery of Art, in der Tate Gallery, im San Francisco Museum of Modern Art, im Contemporary Museum, im Denver Art Museum, in den Uffizien, im J. Paul Getty Trust und im Philadelphia Museum of Art.

## Ausstellungen

### Einzelausstellungen (Auswahl)
- 2021: Robert Kushner: I ❤ Matisse, DC Moore Gallery, New York
- 2015: Tenderness and Thorns, Hakusasonso Hashimoto Museum, Kyoto, Japan[7]
- 2011: Conjuring Beauty, Huntington Museum of Art, West Virignia
- 2005: Robert Kushner, Wistariahurst Museum, Holyoke, Massachusetts
- 1998: Robert Kushner: 25 Years of Making Art, Visual Arts Center of New Jersey, Summit, New Jersey
- 1997: A Prayer for Peace: Robert Kushner and Hiroshi Senju, Museum für Geschichte der Präfektur Hiroshima, Japan
- 1997: The Pleasure of It All: Robert Kushner’s Flower Paintings, Indianapolis Museum of Art, Indianapolis
- 1993: Seasons, Montclair Art Museum, Montclair, New Jersey
- 1991: Seasonal Furbelows: A One Year Installation, The American Craft Museum, New York

### Gruppenausstellungen (Auswahl)
- 2021: With Pleasure: Pattern and Decoration in American Art 1972-1985, Hessel Museum of Art, Bard College, New York
- 2019/2020: With Pleasure: Pattern and Decoration in American Art 1972-1985, Museum of Contemporary Art, Los Angeles
- 2019: Pattern and Decoration: Ornament as Promise, Museum Moderner Kunst Stiftung Ludwig Wien, Wien
- 2018/2019: Pattern and Decoration: Ornament as Promise, Ludwig Forum für Internationale Kunst, Aachen
- 2017/2018: On Another Note: New Musical Sculpture, Lyman Allyn Art Museum, New London, Connecticut
- 2015: Greater New York 2015, MoMA PS1, New York
- 2014: Flora: A Celebration of Flowers in Contemporary Art, Brattleboro Museum & Art Center, Vermont
- 2010: Shifting the Gaze: Painting and Feminism, Jewish Museum, New York
- 2001: Century City: Art and Culture in the Modern Metropolis, Tate Modern, London
- 1999: The American Century: Art and Culture, 1900-2000, Whitney Museum of American Art, New York
- 1995: Division of Labor: 'Women’s Work’ in Contemporary Art, The Bronx Museum of the Arts, Bronx
- 1991: Les années 80: Mouvements et individualités, Musée d’Art Moderne et d’Art Contemporain, Nizza
- 1988: 1988: The World of Art Today, Milwaukee Art Museum, Milwaukee
- 1987: Americana, Groninger Museum, Groningen
- 1986: Connecticut Collects: American Aart Since 1960, Whitney Museum of American Art, New York
- 1984: An International Survey of Recent Paintings and Sculpture, Museum of Modern Art, New York
- 1983: Made in America: 200 Years of Drawing, Minneapolis Institute of Art, Minneapolis
- 1979: Dekor, Mannheimer Kunstverein, Mannheim
- 1979: Les Nouveaux Fauves - Die Neuen Wilden, Neue Galerie/Sammlung Ludwig, Aachen
- 1973: Vegetables and Flowers Week, Museum of Contemporary Crafts, New York